# چهارده بالا
چهارده بالا یک روستا در ایران است که در دهستان باقران واقع شده‌است. چهارده بالا ۲۶ نفر جمعیت دارد.